# 最後一戰4
《光环4》（中国大陆又译作）是光环系列第八作，游戏发售于Xbox 360平台。游戏是光环系列新三部曲“Reclaimer Trilogy”的首作。之前的光环游戏都由Bungie开发，而343 Industries则接替了《最後一戰4》的这一任务。游戏续接了《最後一戰3》之后的故事，而主角士官长也重新回来了。游戏定于2012年11月6日發售。該遊戲透過宣傳活動和影片進行營銷，包括製作了一部真人電影《最後一戰4：航向黎明》。續作《最後一戰5：守護者》於2015年發行。

## 开发
《最後一戰4》最早由官方在2011年6月4日的2011年E3博览会上公布。而游戏正和《最後一戰 复刻版》同时开发。微软英国娱乐总监斯蒂芬·麦吉尔认为2011年11月发布的《最後一戰 复刻版》意在为《最後一戰4》引入新的“最後一戰迷”。
虽然《最後一戰4》开发于Xbox 360平台，但Reclaimer三部曲的后两作皆会开发于下一代硬件平台。而由创作总监乔希·霍姆斯领导的近200人的主创团队则至少自2009年来就一直在开发游戏。游戏将会传承最後一戰系列的传统，即通过引人入胜制作让玩家感到惊叹。游戏利用了很多“沙箱”，沙箱精粹了前六部游戏和其它的媒体；此外游戏还引进了新的角色、武器、车辆等元素。游戏的沙箱和整体风格使玩家更能回味《光环：战斗进化》及之后的游戏版本。
和前作相比，士官长的性格也有更深入的探索和发展，而John和可塔娜之间的关系也会作为特色而大力拓展。新设计的士官长的盔甲经历了数次改变，而从公布预告片的设计来看，其并非最终版本。开发人员弗兰克·奥康纳在12月2日说，新游戏中士官长和可塔娜的外观会发生“巨大”变化，其中包括一些更好的图形和其它故事内容。
《最後一戰4》的艺术总监是肯尼斯·斯科特。他形容《最後一戰4》的视觉风格就像已经根深蒂固了的衍生宇宙小说，会比以前更加“成熟”。随着在游戏先行者权重的提高，艺术家们在观感上投入了巨大精力。他还表示将有更多元化的先行者构造，包括相对于大多惰性先行者的完全激活技术和早先游戏所见的废弃构造。
音响监督由曾为科乐美创作《惡魔城 月輪》和《潛龍諜影4：愛國者之槍》而出名的户岛壮太郎担当。该小组已经进行了多次现场对话录音，其中几次在澳大利亚的塔斯曼尼亚。这些录音一般通过特别设计的麦克风，在水底、火、冰环境恶劣的地方取样；其他的录音则利用了“自制”炸药。虽然现在的音频已经前作的更真实，但户岛依然希望游戏音频能更符合Halo宇宙环境。